# آندرباکلی سود
آندرباکلی سود (به لاتین: Andrebakely Sud) یک منطقهٔ مسکونی در ماداگاسکار است که در آلائوترا-مانگورو واقع شده‌است.